# 楊青矗
楊青矗（1940年8月20日—），原名楊和雄，臺南市七股區人，臺灣鄉土文學作家，有「工人作家」之稱，曾任中華民國總統府國策顧問。高雄中學附設補校畢業。

## 生平
楊青矗家中世代務農，在父親到中油高雄煉油廠任消防隊員後，當時11歲的楊青矗隨父母遷居高雄。1961年父親殉職，楊青矗被以撫恤遺族身分進入高雄煉油廠工作了19年，在寫下以農民、工人為主角之小說著作。他的工人小說在臺灣鄉土文學論戰成為討論對象，1979年因美麗島事件入獄，1983年出獄。1985年應邀參與美國愛荷華大學國際寫作計劃。後專注臺語語文與研究。曾任美麗島雜誌高雄分社主任，台灣筆會會長及敦理出版社發行人、社長。

## 同時代的工人文學作家
1970年以後，台灣出現幾位以工人生活為題材的作家，楊青矗即是其中之一，其作品有《工廠女兒圈》、《心癌》、《連雲夢》、《工廠人》等。與楊青矗同個時代，還有下面這幾位台灣作家：
- 陌上塵：在這方面，著有小說集《思想起》、《夢魘九十九》等；還有《造船廠手記》等散文作品。
- 李昌憲：曾出版《加工區詩抄》詩集，反映加工區工人的心聲。
- 除了上述二位，還有王默人、曾心怡等人，致力這方面的創作[3]。

## 台語之整理、研究
1980年以後，楊青矗著手台語字、辭典的編纂工作，以及台語注音、台灣古詩等的出版工作，1986年起，楊青矗展開台華雙語辭典的編撰工作，歷時6年，幾近耗盡家產，終於1992年出版發行，之後再以此為本，展開台語文教學。

## 台語教材著作
全套15本，CD 43片，《台語拼音伸讀冊訓練》、《境由心造》、《國中國文台語注音讀本》、《高中國文台語注音讀本》、《大學國文台語注音讀本》、《唐詩賞析台語注音讀本》、《唐宋詞賞析台語注音讀本》、《台語散文》、《改變台灣歷史的文章》、《台灣唸謠》、《台語囡仔詩》、《台語語彙辭典》、《台灣俗語辭典》、《佛經台語注音讀本（一）》、《佛經台語注音讀本（二）》，含括的面至廣，用心甚深。

## 文學活動的參與
- 楊青矗為台灣筆會首任會長，並長年參與該會活動。
- 多年擔任鹽分地帶文藝營、海翁台語文學營隊的講師及駐營作家。

## 作品
代表作為《在室男》、《工廠女兒圈》、《心癌》、《連雲夢》、《工廠人》、《楊青矗與國際作家對話》、《在室女》、《給台灣的情書》、《生命的旋律》、《筆聲的迴響》、《女企業家》等，此外還編有《台華雙語辭典》、《台語注音讀本》、《台語語彙辭典》、《台灣俗語辭典》、《台詩三百首》等書。
小說:美麗島進行曲

## 榮譽

### 中華民國勛章獎章
- 三等景星勳章（2008年5月14日於台北總統府頒授）[5]